# Васильковский район (Днепропетровская область)
Василько́вский райо́н (укр. Васильківський район) — упразднённая административная единица на юго-востоке Днепропетровской области Украины. Административный центр — посёлок городского типа Васильковка.

## География
Васильковский район расположен на юго-востоке Днепропетровской области Украины.
С ним соседствуют
Синельниковский,
Покровский,
Межевский,
Павлоградский,
Петропавловский районы Днепропетровской области,
Вольнянский и
Новониколаевский районы Запорожской области.
Площадь — 1 330 км² (12-е место среди районов).
По территории района протекают реки
Волчья,
Чаплина,
Верхняя Терса,
Средняя Терса,
Соломчина.

## История
Район образован в 1923 году. 17 июля 2020 года в результате административно-территориальной реформы район вошёл в состав Синельниковского района.

## Демография
Население района составляет 37 340 человек (13-е место среди районов; данные 2001 г.), в том числе в городских условиях проживают 17 454 человека, в сельских — 19 886.

## Административное устройство
Район включает в себя:
| - Поселковых советов: 3 - Сельских советов: 10 | - Посёлков городского типа: 3 - Посёлков: 2 - Сёл: 78 |

### Местные советы[6]
| - Васильковский поселковый совет - Письменский поселковый совет - Чаплинский поселковый совет - Богдановский сельский совет - Великоалександровский сельский совет - Воскресеновский сельский совет - Григоровский сельский совет | - Дебальцевский сельский совет - Добровольский сельский совет - Зеленогайский сельский совет - Николаевский сельский совет - Павловский сельский совет - Шевченковский сельский совет |

### Населённые пункты[7]
| с. Аврамовка с. Артёмовка с. Бабаково с. Богдановка с. Бондарево с. Бровки пгт Васильковка с. Великоалександровка с. Вербовское с. Весёлый Кут с. Возвратное с. Волчанское с. Воронежское с. Воскресеновка с. Григоровка с. Гришаи с. Дачное с. Дебальцево с. Дибровка с. Доброволье с. Долгое (Зеленогайский с/с) | с. Долгое (Павловский с/с) с. Дубовики с. Журавлинка с. Заря с. Зелёная Роща с. Зелёный Гай (Зеленогайский с/с) с. Зелёный Гай (Письменский п/с) с. Ивановка с. Ивановское с. Каплистовка с. Касаево с. Катериновка с. Кобзарь с. Колоно-Николаевка с. Копани с. Красное с. Краснощёково с. Криворожское с. Крутенькое пос. Крутоярка с. Лубянцы | с. Луговое с. Лысая Балка с. Манвеловка с. Медичное с. Морозовское с. Николаевка с. Новоандреевка с. Нововасильковка с. Нововоскресеновка с. Новогригоровка с. Новоивановка с. Новотерсянское с. Охотничье с. Очеретоватое с. Павловка с. Первомайское с. Перевальское с. Перепелячье с. Петриковка с. Петриково пгт Письменное | пос. Правда с. Преображенское с. Пришиб с. Ровное с. Рубановское с. Самарское с. Свиридово с. Солонцы с. Тараново с. Тихое с. Ульяновка с. Хвыли с. Хуторо-Чаплино пгт Чаплино с. Червоная Долина с. Шевченко с. Шевченково с. Шевченковское с. Шевякино с. Широкое |

#### Ликвидированные населённые пункты[8]
| с. Красногорское | с. Новопетровское |

## Экономика
Район — сельскохозяйственный, распространено выращивание зерно-кормовых культур и мясо-молочное животноводство. В сельском хозяйстве используется 118,4 тыс. га сельскохозяйственных угодий, из них пашни — 100,3 тыс. га. Основные культуры, которые здесь выращивают — подсолнечник и сахарная свекла.